# Hierogamia

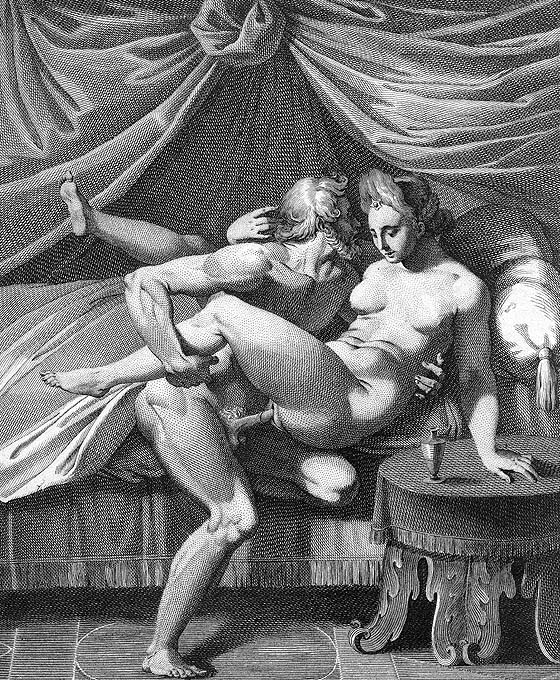
Jowisz i Junona (Agostino Carracci)

Hierogamia (gr. ιερός γάμος, hierós gámos – "święte gody") – mityczne zaślubiny bogów, zwłaszcza bóstw Nieba (uranicznych) i Ziemi (chtonicznych), np. Zeusa i Hery, Ozyrysa i Izydy. Związek ów ma nierzadko charakter związku kazirodczego, a zatem brata i siostry, syna i matki – związek kazirodczy już od praczasów uchodził za szczególny przywilej bogów i boskich władców (i był regularnie praktykowany przez faraonów w Starożytnym Egipcie). Owocem hierogamii jest boskie dziecko, często odgrywające rolę zbawiciela. W religiach pierwotnych święta hierogamiczne miały na celu podtrzymanie płodności przyrody.